# Varor

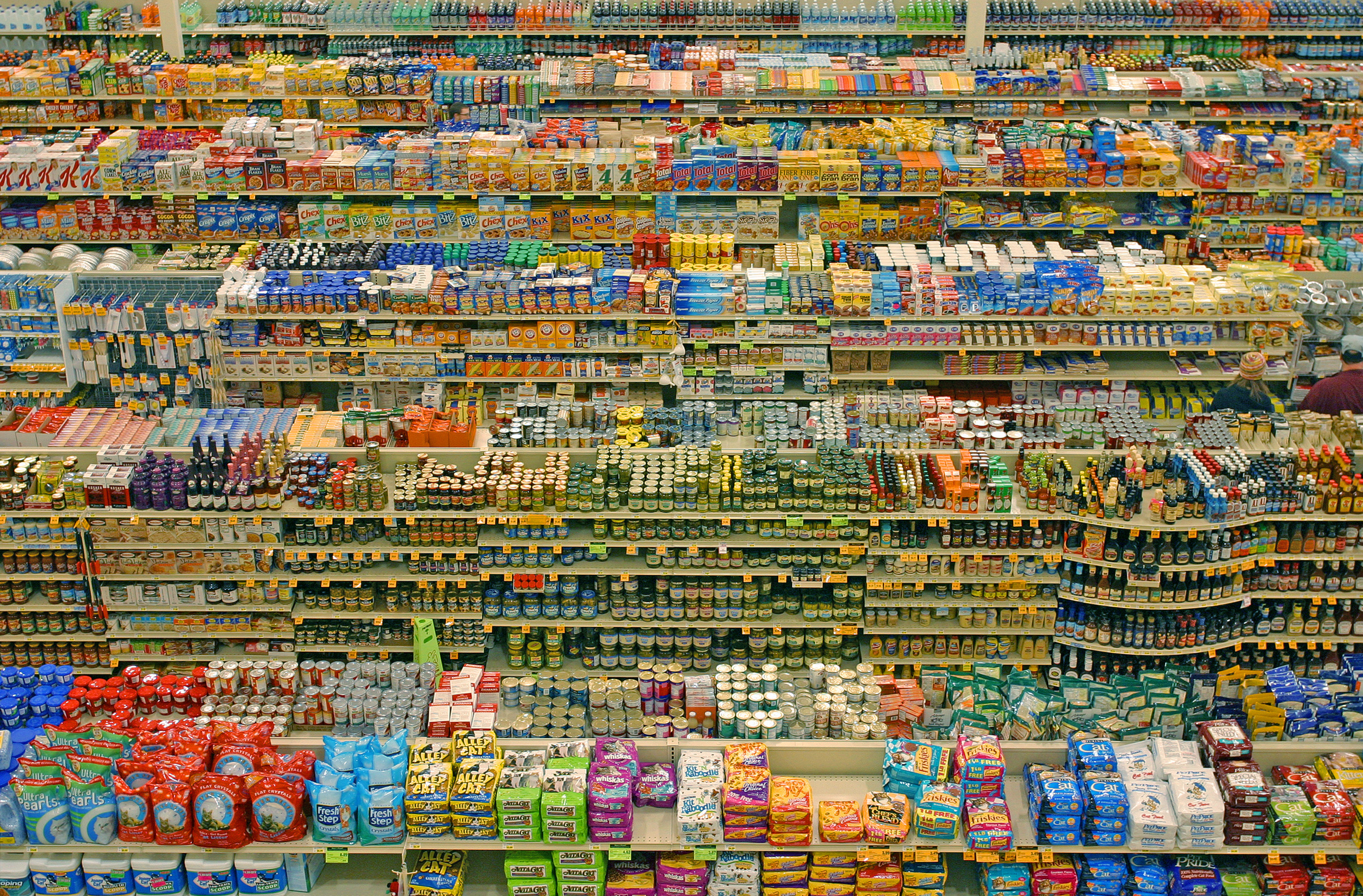
Konsumenten skaffar sig oftast varor i en butik.

Varor är objekt eller tjänster som (direkt eller indirekt) ökar nyttan för innehavaren.
Varor delas in i råvaror, halvfabrikat och produkter efter graden av förädling. Man kan också dela in dem i konsumtionsvaror och kapitalvaror. Många råvaror och handelsvaror handlas på standardiserade råvarubörser.
Varor har använts som betalningsmedel i byteshandel vilket förekommer än idag, men då som "svarta affärer" som regel, dvs i syfte att undandra sig beskattning.